# UFC Fight Night: Holloway vs. Oliveira
UFC Fight Night: Holloway vs. Oliveira  (também conhecido como UFC Fight Night 74) foi um evento de artes marciais mistas promovido pelo Ultimate Fighting Championship, foi esperado para ocorrer em 23 de agosto de 2015 no SaskTel Centre em Saskatoon, Saskatchewan, Canadá.

## Background
O evento será o primeiro evento da organização a acontecer no estado de Saskatchewan.
A luta principal do evento será a luta entre os top contenders dos penas Max Holloway e o brasileiro Charles Oliveira.
As lutas entre Erick Silva e Rick Story, e Marcos Lima e Nikita Krylov que aconteceriam no UFC Fight Night: Machida vs. Romero, tiveram que ser movidas para este evento devido a um problema de vistos de lutadores que precisavam viajar para os EUA. Em 11 de Agosto, Story se lesionou e foi substituído por Neil Magny, que havia lutado dias antes do evento.
Chris Wade era esperado para enfrentar Olivier Aubin-Mercier no evento, no entanto, uma lesão tirou Wade do evento, e ele foi substituído por Tony Sims.
Sean O'Connell era esperado para enfrentar o estreante Misna Cirkunov no evento. No entanto, uma lesão tirou O'Connell da luta, sendo substituído pelo também estreante Daniel Jolly.

## Bônus da Noite
- Luta da Noite:  Patrick Côté vs.  Josh Burkman
- Performance da Noite:  Frankie Perez e  Felipe Arantes